# Dancin' Days
Dancin' Days est un feuilleton télévisé brésilien en 174 épisodes de 50 minutes, écrit par Gilberto Braga et diffusé entre le 10 juillet 1978 et le 27 janvier 1979 sur le réseau Globo.
En France, le feuilleton a été remonté en 65 épisodes et diffusé du 2 juillet au 30 septembre 1985 sur Canal+, puis rediffusé en clair du 2 juin au 29 août 1986, toujours sur Canal+.

## Distribution
- Sonia Braga (VF : Marion Loran) : Júlia Matos
- Antônio Fagundes : Carlos Eduardo
- Joana Fomm (pt) (VF : Monique Thierry) : Yolanda Pratini
- José Lewgoy (VF : Henri Poirier) : Horácio Pratini
- Pepita Rodríguez (pt) (VF : Perrette Pradier) : Carminha Santos
- Gloria Pires : Marisa Pratini
- Lauro Corona (pt) : Beto
- Lídia Brondi (pt)  : Vera
- Mário Lago : Alberico Santos
- Yara Amaral (pt) : Aurea Santos